# IPad Pro
L'iPad Pro est une série de tablettes, positionnée comme le haut de gamme des modèles iPad d’Apple. Il fonctionne sous iPadOS, une version optimisée pour les tablettes d’iOS.
La première génération d’iPad Pro est dévoilé le 9 septembre 2015 pendant la keynote « Dis Siri » à San Francisco et fonctionne sous iOS 9. Elle dispose d’une puce A9X. Son écran Retina de 12,9 pouces a une largeur égale à la hauteur d'écran de l'iPad Air.
Il embarque quatre haut-parleurs et le processeur maison le plus puissant jamais développé par la firme de Cupertino, le A9X. Compatible avec l'Apple Pencil, sa couche sensible fait la différence entre la pointe du stylet, le doigt de l'utilisateur et le contact accidentel de la paume de la main. Une variante plus compacte de 9,7 pouces est disponible plus tard, en mars 2016. La deuxième génération d’iPad Pro a été dévoilée durant la WWDC 2017. Elle dispose d’une nouvelle puce A10X et d’un nouveau modèle 10,5 pouces remplaçant le modèle 9,7 pouces de la génération précédente.

## Histoire

### Première génération
La première génération de l'iPad Pro était disponible en deux tailles : 12,9 pouces et 9,7 pouces. La version de 12,9 pouces a été annoncée le 9 septembre 2015 et est sortie le 11 novembre 2015. Il était plus grand que tous les modèles précédents d'iPad, était le premier iPad à être équipé de RAM LPDDR4, et a été initialement livré avec iOS 9.1. L'iPad Pro de 9,7 pouces a été annoncé le 21 mars 2016 et est sorti dix jours plus tard. Il était basé sur le format de l'iPad Air 2 et a été initialement livré avec iOS 9.3.

### Deuxième génération
Le 5 juin 2017, la deuxième génération de l'iPad Pro a été annoncée, équipée de processeurs A10X Fusion, avec des options de stockage de 64 Go, 256 Go et 512 Go. Les écrans améliorés comprennent une version de 10,5 pouces pour remplacer le modèle de 9,7 pouces, tandis que la version de 12,9 pouces a été rafraîchie. Les deux tailles utilisent des taux de rafraîchissement allant jusqu'à 120 Hz, une meilleure HDR et un équilibrage des blancs TrueTone. À la suite de cette annonce, les deux modèles de la première génération de l'iPad Pro ont été abandonnés. L'iPad de 10,5 pouces et l'iPad de 12,9 pouces de la 2e génération étaient les derniers modèles d'iPad Pro avec un bouton Home.

### Troisième génération
La troisième génération de l'iPad Pro a été annoncée le 30 octobre 2018 et est disponible en deux tailles d'écran : 11 pouces (27,94 cm) et 12,9 pouces (32,766 cm). Ils disposent d'écrans plein écran, le modèle de 11 pouces remplaçant le modèle de 10,5 pouces de la génération précédente. Ils offrent également jusqu'à 1 To de stockage et Face ID à l'aide d'un réseau de capteurs sur la bordure supérieure qui, contrairement aux modèles d'iPhone dotés de Face ID, peut déverrouiller l'iPad dans n'importe quelle orientation. Le bouton Home a été complètement supprimé au profit d'un écran plus grand. En raison de leur design tout écran, ces appareils sont les premiers iPads à ne pas disposer d'un bouton physique sur le devant. Ce sont également les premiers modèles d'iPad Pro à être équipés d'un connecteur USB-C remplaçant le connecteur Lightning d'Apple. Il est lancé avec un Smart Keyboard Folio (vendu séparément), mais prend également en charge le Magic Keyboard avec un trackpad lancé début 2020.

### Quatrième génération
La quatrième génération de l'iPad Pro a été annoncée le 18 mars 2020, avec les mêmes tailles d'écran que la génération précédente. Elle propose un module de caméra repensé, un processeur A12Z, un minimum de 128 Go de stockage, un scanner LiDAR (<5m de distance), et une prise en charge du Magic Keyboard avec un trackpad qui est vendu séparément.

### Cinquième génération
La cinquième génération de l'iPad Pro a été annoncée le 20 avril 2021, avec le même design et les mêmes tailles d'écran que la génération précédente. Elle comprend la puce Apple M1, la connectivité 5G, la connectivité Thunderbolt 3/USB4 (jusqu'à 40 Gbit/s), une sortie d'affichage externe jusqu'à une résolution de 6K, 8 ou 16 Go de RAM, et sur la variante de 12,9", un écran XDR avec des mini-LEDs commercialisé comme "Liquid Retina XDR",.

### Sixième génération
La sixième génération de l'iPad Pro a été annoncée le 18 octobre 2022, en même temps que l'iPad (10e génération). Ils utilisent le même design que les générations précédentes (depuis 2018). Il comprend une puce Apple M2, l'Apple Pencil Hover (une fonctionnalité qui permet à l'écran de détecter l'Apple Pencil jusqu'à 12 mm au-dessus), et l'enregistrement vidéo ProRes (limité à 1080p pour un stockage de 128Go et jusqu'à 4K pour au moins 256Go de stockage).

## Accessoires
Trois principaux accessoires sont conçus spécifiquement pour l'iPad Pro, vendus séparément : un stylet actif bluetooth, l'Apple Pencil ; un clavier attachable, le Smart Keyboard ; et une coque en silicone adaptée à la forme, qui est compatible avec le Smart Keyboard. De plus, avec l'inclusion d'un connecteur USB-C dans les iPad Pro de troisième génération et plus récents, il est désormais possible de se connecter à d'autres écrans et appareils, et de charger d'autres appareils avec l'iPad Pro.

### Apple Pencil

#### Première génération
Le premier Apple Pencil est un stylet de précision exclusif à l'iPad Pro, iPad (2018), iPad (2019), iPad Air 3 et iPad mini 5. L'accessoire est rechargeable via le port Lightning sur l'iPad lui-même sur les modèles pré-USB-C,. L'iPad Pro introduit un nouvel affichage avec une réactivité et une précision accrues par rapport aux affichages iPad précédents avec le support ajouté d'Apple Pencil,. Lors de la keynote, Apple a démontré le dessin, la gestion de la mise en page de publication et l'annotation de documents,,.

#### Deuxième génération

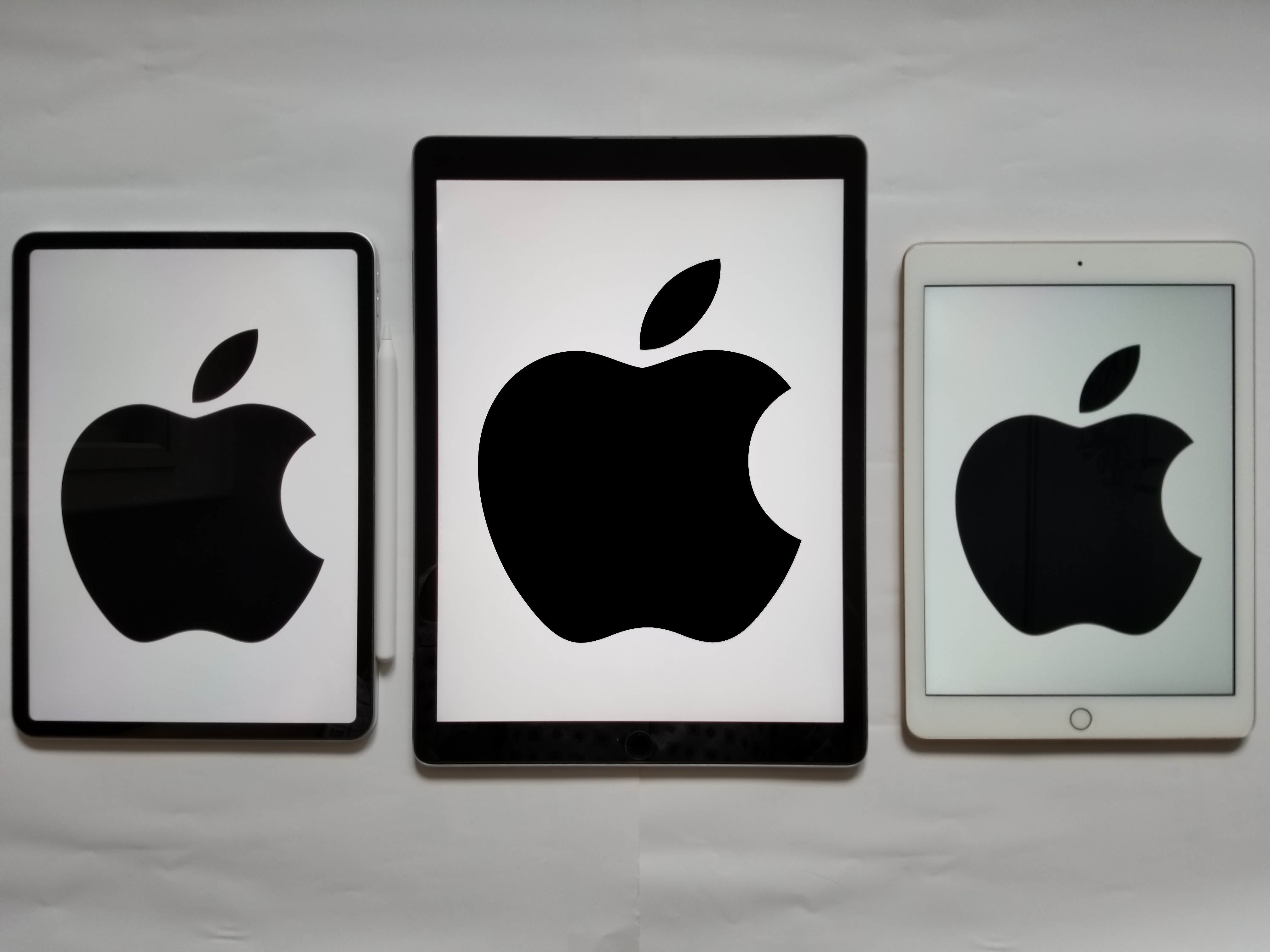
iPad Pro et un Apple Pencil de deuxième génération (à gauche)

Le 30 octobre 2018, Apple a annoncé un Pencil mis à jour aux côtés de l'iPad Pro de troisième génération. Le Apple Pencil de deuxième génération fonctionne exclusivement avec les modèles d'iPad Pro de 2018 et ultérieurs, l'iPad Air 4 et l'iPad mini 6. Il est similaire en conception et en spécifications au premier modèle, mais sans le connecteur amovible, et une partie du stylet est aplatie pour empêcher le roulement. Il contient des zones sensibles au toucher sur ses côtés qui peuvent être mappées à des fonctions dans les applications. La gravure au laser personnalisée est disponible lors de l'achat via l'Apple Store en ligne.

### Accessoires USB-C
Apple a créé divers adaptateurs pour se coupler avec les modèles d'iPad Pro de 2018, qui sont les premiers modèles d'iPad à être livrés avec un connecteur USB-C remplaçant le connecteur Lightning propriétaire. Ces adaptateurs utilisent le nouveau connecteur USB-C, qui permet à l'iPad de se connecter avec des câbles HDMI, des ports USB, et de lire des cartes SD. En utilisant un câble HDMI, les utilisateurs peuvent connecter leur iPad à un autre écran, tel qu'un ordinateur, un ordinateur portable ou une télévision. La prise en charge des ports USB et des cartes SD permet à l'utilisateur de transférer et d'enregistrer des fichiers vers et depuis des dispositifs de stockage de mémoire externes.
Les développeurs tiers ont profité de l'inclusion de la connexion USB-C dans les iPad Pro de troisième génération pour créer d'autres adaptateurs, qui peuvent inclure plusieurs adaptateurs en une seule connexion. Le port USB-C permet à l'iPad Pro de s'intégrer avec divers accessoires USB-C, allant des stations d'accueil USB-C, un adaptateur générique USB-C vers USB-A avec une clé USB, Ethernet, et ainsi de suite. Il peut également charger d'autres appareils ; par exemple, vous pouvez brancher un câble USB-C vers Lightning pour charger votre téléphone ou vos AirPods ; vous pouvez même charger un iPad avec un autre grâce au câble USB-C vers USB-C inclus. Il existe également des adaptateurs USB-C vers USB-A, et un adaptateur USB-C vers HDMI pour voir l'affichage de l'iPad sur votre télévision ou votre moniteur ; les claviers et les souris filaires fonctionnent également. Ceci n'est pas limité aux appareils pris en charge/approuvés.

### Clavier Magic
Le clavier Magic présente le premier pavé tactile conçu pour un iPad, une charnière pour ajuster l'angle de vue et comprend un port USB-C pour le chargement en pass-through. Le clavier Magic est pris en charge par tous les appareils iPad Pro introduits depuis 2018. Bien qu'on s'attendait initialement à son lancement en mai 2020, les commandes ont commencé à être expédiées fin avril 2020.
Le Magic Keyboard a reçu des critiques mitigées. Bien qu'il fournisse de nombreuses fonctionnalités souhaitées par les utilisateurs, il présentait également quelques inconvénients. Le Magic Keyboard offrait une véritable expérience de frappe et fournissait un bon pavé tactile, le tout avec une excellente qualité de construction. Cependant, le poids supplémentaire ajouté à l'iPad Pro pour cette fonctionnalité, l'absence de rangée de touches de fonction et un prix élevé, ont fait du Magic Keyboard un accessoire uniquement pour un marché de niche. Avec le lancement de la 5ème génération de l'iPad Pro le 20 avril 2021, une couleur blanche a également été ajoutée à l'Apple Store.

### Caractéristiques techniques
| Logo                                        | Logo iPad Pro | Logo iPad Pro | Logo iPad Pro                                                                  | Logo iPad Pro                                                                  | Logo iPad Pro | Logo iPad Pro | Logo iPad Pro | Logo iPad Pro | Logo iPad Pro | Logo iPad Pro | Logo iPad Pro | Logo iPad Pro | | |
| Génération                                  | 1re | 1re | 2e                                                                             | 2e                                                                             | 3e | 3e | 4e | 4e | 5e | 5e | 6e | 6e | | |
| Modèle                                      | iPad Pro 9,7 pouces | iPad Pro 12,9 pouces | iPad Pro 10,5 pouces                                                           | iPad Pro 12,9 pouces                                                           | iPad Pro 11 pouces | iPad Pro 12,9 pouces | iPad Pro 11 pouces | iPad Pro 12,9 pouces | iPad Pro 11 pouces | iPad Pro 12,9 pouces | iPad Pro 11 pouces | iPad Pro 12,9 pouces | | |
| Date de commercialisation (France)          | 24 mars 2016 | 11 nov. 2015 | 13 juin 2017                                                                   | 13 juin 2017                                                                   | 7 nov. 2018 | 7 nov. 2018 | 25 mars 2020 | 25 mars 2020 | 21 mai 2021 | 21 mai 2021 | 26 oct. 2022 | 26 oct. 2022 | | |
| Date de fin de commercialisation (France)   | | |                                                                                |                                                                                | | | | | | | | | | |
| Prix de lancement (Apple Store France)      | 32 Go : 695 € 128 Go : 875 € 256 Go : 1 055 € Version 4G : ajouter 150 € | À compléter | 64 Go : 739 € 256 Go : 839 € 512 Go : 1 059 € Version 4G : ajouter 160 €       | À compléter                                                                    | 64 Go : 899 € 256 Go : 1 069 € 512 Go : 1 289 € 1 To : 1 509 € Version 4G : ajouter 170 € | 64 Go : 1 119 € 256 Go : 1 289 € 512 Go : 1 509 € 1 To : 1 729 € Version 4G : ajouter 170 € | 128 Go : 899 € 256 Go : 1 009 € 512 Go : 1 229 € 1 To : 1 449 € 2 To : 2 109 € Version 4G : ajouter 170 € | 128 Go : 1 119 € 256 Go : 1 229 € 512 Go : 1 449 € 1 To : 1 669 € 2 To : 2 429 € Version 4G : ajouter 170 € | 128 Go : 899 € 256 Go : 1 009 € 512 Go : 1 229 € 1 To : 1 669 € 2 To : 2 109 € Version 5G : ajouter 179 € | 128 Go : 1 219 € 256 Go : 1 329 € 512 Go : 1 549 € 1 To : 1 989 € 2 To : 2 429 € Version 5G : ajouter 179 € | 128 Go : 1 069 € 256 Go : 1 199 € 512 Go : 1 449 € 1 To : 1 949 € 2 To : 2 449 € Version 5G : ajouter 200 € | 128 Go : 1 469 € 256 Go : 1 599 € 512 Go : 1 849 € 1 To : 2 349 € 2 To : 2 849 € Version 5G : ajouter 200 € | | |
| Couleurs disponibles                        | Argent Gris sidéral Or | Argent Gris sidéral Or | Argent Gris sidéral Or Or rose                                                 | Argent Gris sidéral Or Or rose                                                 | Argent Gris sidéral | Argent Gris sidéral | Argent Gris sidéral | Argent Gris sidéral | Argent Gris sidéral | Argent Gris sidéral | Argent Gris sidéral | Argent Gris sidéral | | |
| Version initiale de l'OS                    | iOS 9.3 | iOS 9.3 | iOS 10.3.2                                                                     | iOS 10.3.2                                                                     | iOS 12.0 | iOS 12.0 | iPadOS 13 | iPadOS 13 | iPadOS 14.5 | iPadOS 14.5 | iPadOS 16.1 | iPadOS 16.1 | | |
| Plus haute version d'OS compatible          | iPadOS 16.7.6 (5 mars 2024) | iPadOS 16.7.6 (5 mars 2024) | iPadOS 17.4 (5 mars 2024)                                                      | iPadOS 17.4 (5 mars 2024)                                                      | iPadOS 17.4 (5 mars 2024) | iPadOS 17.4 (5 mars 2024) | iPadOS 17.4 (5 mars 2024) | iPadOS 17.4 (5 mars 2024) | iPadOS 17.4 (5 mars 2024) | iPadOS 17.4 (5 mars 2024) | iPadOS 17.4 (5 mars 2024) | iPadOS 17.4 (5 mars 2024) | | |
| Durée du support logiciel                   | En cours | En cours | En cours                                                                       | En cours                                                                       | En cours | En cours | En cours | En cours | En cours | En cours | En cours | En cours | | |
| Dimensions (h × l × p)                      | 240 mm × 169,5 mm × 6,1 mm | 305,7 mm × 220,6 mm × 6,9 mm | 250,6 mm x 174,1 mm x 6,1 mm                                                   | 305,7 mm × 222,6 mm × 6,9 mm                                                   | 247,6 mm x 178,5 mm x 5,9 mm | 280,6 mm x 214,9 mm x 5,9 mm | 247,6 mm × 178,5 mm × 5,9 mm | 280,6 mm × 214,9 mm × 5,9 mm | 247,6 mm × 178,5 mm × 5,9 mm | 280,6 mm × 214,9 mm × 6,4 mm | 247,6 mm × 178,5 mm × 5,9 mm | 280,6 mm × 214,9 mm × 6,4 mm | | |
| Poids                                       | Wi-Fi 437 g Cellulaire 444 g | Wi-Fi 713 g Cellulaire 723 g | Wi-Fi 469 g Cellulaire 477 g                                                   | Wi-Fi 677 g Cellulaire 692 g                                                   | 468 g | Wi-Fi 631 g Cellulaire 633 g | Wi-Fi 471 g Cellulaire 473 g | Wi-Fi 641 g Cellulaire 643 g | Wi-Fi 466 g Cellulaire 468 g | Wi-Fi 682 g Cellulaire 684 g | Wi-Fi 466 g Cellulaire 468 g | Wi-Fi 682 g Cellulaire 684 g | | |
| Écran (résolution)                          | 2 048 × 1 536 px 9,7 pouces (264 ppp) | 2 732 × 2 048 px 12,9 pouces (264 ppp) | 2 224 × 1 668 px 10,5 pouces (264 ppp)                                         | 2 732 × 2 048 px 12,9 pouces (264 ppp)                                         | 2 388 × 1 668 px 11 pouces (264 ppp) | 2 732 × 2 048 px 12,9 pouces (264 ppp) | 2 388 × 1 668 px 11 pouces (264 ppp) | 2 732 × 2 048 px 12,9 pouces (264 ppp) | 2 388 × 1 668 px 11 pouces (264 ppp) | 2 732 × 2 048 px 12,9 pouces (264 ppp) | 2 388 × 1 668 px 11 pouces (264 ppp) | 2 732 × 2 048 px 12,9 pouces (264 ppp) | | |
| Écran (type)                                | Écran Retina Écran à large gamme de couleurs (P3) Affichage True Tone Revêtement oléophobe résistant aux traces de doigts Écran laminé Revêtement antireflet                                                                                  | Écran panoramique Multi‑Touch rétroéclairé par LED, Revêtement oléophobe résistant aux traces de doigts, Écran laminé, Revêtement antireflet | À compléter                                                                    | À compléter                                                                    | Écran Liquide Retina multi-touch rétro éclairé par Led avec technologie IPS, ProMotion, Affichage True Tone, revêtement oleophobe résistant aux traces de doigts, revêtement antireflets, luminance de 600 nits | Écran Liquide Retina multi-touch rétro éclairé par Led avec technologie IPS, ProMotion, Affichage True Tone, revêtement oleophobe résistant aux traces de doigts, revêtement antireflets, large gamme de couleurs (P3), luminance de 600 nits | Écran laminé, Liquid Retina, Multi‑Touch rétroéclairé par LED avec technologie IPS, Technologie ProMotion, Affichage True Tone, Revêtement oléophobe résistant aux traces de doigts, Revêtement antireflet, Large gamme de couleurs (P3), Luminance de 600 nits. | Écran laminé, Liquid Retina, Multi‑Touch rétroéclairé par LED avec technologie IPS, Technologie ProMotion, Affichage True Tone, Revêtement oléophobe résistant aux traces de doigts, Revêtement antireflet, Large gamme de couleurs (P3), Luminance de 600 nits. | Écran Liquid Retina, Écran Multi‑Touch rétroéclairé par mini‑LED avec technologie IPS, Technologie ProMotion, Large gamme de couleurs (P3), Affichage True Tone, Revêtement oléophobe résistant aux traces de doigts, Écran laminé, Revêtement antireflet, Réflectance de 1,8 %, Luminosité SDR : 600 nits maximum | Écran Liquid Retina XDR, Écran Multi‑Touch rétroéclairé par mini‑LED, Système de rétroéclairage 2D avec 2 596 zones de gradation Full Array, Technologie ProMotion, Large gamme de couleurs (P3), Affichage True Tone, Revêtement oléophobe résistant aux traces de doigts, Écran laminé, Revêtement antireflet,Luminosité SDR : 600 nits maximum, Luminosité XDR : luminosité plein écran maximale de 1 000 nits ; luminosité de pointe de 1 600 nits (contenus HDR uniquement) | Écran Liquid Retina, Écran Multi‑Touch rétroéclairé par LED de 11 pouces (diagonale) avec technologie IPS Technologie ProMotion, Large gamme de couleurs (P3), Affichage True Tone, Revêtement oléophobe résistant aux traces de doigts, Écran laminé, Revêtement antireflet, Réflectance de 1,8 %, Luminosité SDR : 600 nits maximum | Écran Liquid Retina XDR, Écran Multi‑Touch rétroéclairé par mini‑LED de 12,9 pouces (diagonale) avec technologie IPS, Système de rétroéclairage 2D avec 2 596 zones de gradation Full Array,, Technologie ProMotion, Large gamme de couleurs (P3), Affichage True Tone, Revêtement oléophobe résistant aux traces de doigts, Écran laminé, Revêtement antireflet, Réflectance de 1,8 %, Luminosité SDR : 600 nits maximum, Luminosité XDR : luminosité plein écran maximale de 1 000 nits ; luminosité de pointe de 1 600 nits (contenus HDR uniquement) | | |
| Écran (réflectance                          | À compléter | À compléter | À compléter                                                                    | À compléter                                                                    | À compléter | 1,8 % | 1,8 % | 1,8 % | 1,8 % | 1,8 % | | | | |
| Dalle embarquée                             | IPS LCD Retina | IPS LCD Retina | IPS LCD Retina Technologie Promotion 120 Hz                                    | IPS LCD Retina Technologie Promotion 120 Hz                                    | IPS LCD Retina Technologie Promotion 120 Hz | IPS LCD Retina Technologie Promotion 120 Hz | IPS LCD Retina Technologie Promotion 120 Hz | IPS LCD Retina Technologie Promotion 120 Hz | IPS LCD Retina | IPS LCD Retina XDR | | | | |
| Ratio                                       | 4/3 | 4/3 | 4/3                                                                            | 4/3                                                                            | À compléter | À compléter | À compléter | À compléter | À compléter | À compléter | | | | |
| Contraste                                   | À compléter | À compléter | À compléter                                                                    | À compléter                                                                    | À compléter | À compléter | À compléter | À compléter | À compléter | 1000000:1 | À compléter | 1000000:1 | | |
| SoC                                         | Apple A9X | Apple A9X | Apple A10X Fusion                                                              | Apple A10X Fusion                                                              | Apple A12X Bionic | Apple A12X Bionic | Puce A12Z Bionic avec architecture 64 bits, Neural Engine, Coprocesseur M12 intégré | Puce A12Z Bionic avec architecture 64 bits, Neural Engine, Coprocesseur M12 intégré | Apple M1 | Apple M1 | Apple M2 | Apple M2 | | |
| Processeur                                  | Twister (2 cœurs, 2,26 GHz) Dual-Core, 64 bits | Twister (2 cœurs, 2,26 GHz) Dual-Core, 64 bits                                                                                               | Hurricane (3 cœurs, 2,36 GHz) et Zephyr (3 cœurs, 1,30 GHz) Hexa-Core, 64 bits | Hurricane (3 cœurs, 2,36 GHz) et Zephyr (3 cœurs, 1,30 GHz) Hexa-Core, 64 bits | Vortex (4 cœurs, 2,49 GHz) et Tempest (4 cœurs, 1,59 GHz) Octa-Core, 64 bits | Vortex (4 cœurs, 2,49 GHz) et Tempest (4 cœurs, 1,59 GHz) Octa-Core, 64 bits | Vortex (4 cœurs, 2,49 GHz) et Tempest (4 cœurs, 1,59 GHz) Octa-Core, 64 bits | Vortex (4 cœurs, 2,49 GHz) et Tempest (4 cœurs, 1,59 GHz) Octa-Core, 64 bits | Firestorm (4 cœurs, 3,20 GHz) et Icestorm (4 cœurs, 2,06 GHz) Octacore, 64 bits | Firestorm (4 cœurs, 3,20 GHz) et Icestorm (4 cœurs, 2,06 GHz) Octacore, 64 bits | Avalanche (4 cœurs, 3,49 GHz) et Blizzard (4 cœurs, 2,42 GHz) Octacore, 64 bits | Avalanche (4 cœurs, 3,49 GHz) et Blizzard (4 cœurs, 2,42 GHz) Octacore, 64 bits | | |
| Processeur graphique                        | PowerVR GT7800 Plus, 533 MHz | PowerVR GT7800 Plus, 533 MHz | PowerVR GT7600 Plus, 1 GHz                                                     | PowerVR GT7600 Plus, 1 GHz                                                     | Apple GPU 7 cœurs, 1340 MHz | Apple GPU 7 cœurs, 1340 MHz | Apple GPU 8 cœurs, 1340 MHz | Apple GPU 8 cœurs, 1340 MHz | Apple GPU 8 Cœurs, 1278 MHz | Apple GPU 8 Cœurs, 1278 MHz | Apple GPU 10 Cœurs, 1398 MHz | Apple GPU 10 Cœurs, 1398 MHz | | |
| Processeur Neuronal                         | Non | Non | Non                                                                            | Non                                                                            | Apple Neural Engine, 8 cœurs, 5 TOPs | Apple Neural Engine, 8 cœurs, 5 TOPs | Apple Neural Engine, 8 cœurs, 5 TOPs | Apple Neural Engine, 8 cœurs, 5 TOPs | Apple Neural Engine, 16 cœurs, 11 TOPs | Apple Neural Engine, 16 cœurs, 11 TOPs | Apple Neural Engine, 16 cœurs, 15,8 TOPs | Apple Neural Engine, 16 cœurs, 15,8 TOPs | | |
| Stockage                                    | 32 Go, 128 Go ou 256 Go | 32 Go, 128 Go ou 256 Go | 64 Go, 256 Go ou 512 Go                                                        | 64 Go, 256 Go ou 512 Go                                                        | 64 Go, 256 Go, 512 Go ou 1 To | 64 Go, 256 Go, 512 Go ou 1 To | 128 Go, 256 Go, 512 Go, 1 To | 128 Go, 256 Go, 512 Go, 1 To | 128 Go, 256 Go, 512 Go, 1 To, 2 To | 128 Go, 256 Go, 512 Go, 1 To, 2 To | 128 Go, 256 Go, 512 Go, 1 To, 2 To | 128 Go, 256 Go, 512 Go, 1 To, 2 To | | |
| Mémoire vive                                | 2 Go LPDDR4 | 4 Go LPDDR4 | 4 Go LPDDR4                                                                    | 4 Go LPDDR4                                                                    | 4 Go LPDDR4X | 128 Go, 256 Go, 512 Go : 4 Go LPDDR4X 1 To : 6 Go LPDDR4X | 128 Go, 256 Go, 512 Go : 4 Go LPDDR4X 1 To : 6 Go LPDDR4X | 128 Go, 256 Go, 512 Go : 4 Go LPDDR4X 1 To : 6 Go LPDDR4X | 128 Go,256 Go,512 Gb : 8 Go LPPDR4X 1 To,2 To : 16 Go LPPDR4X | 128 Go,256 Go,512 Gb : 8 Go LPPDR4X 1 To,2 To : 16 Go LPPDR4X | 128 Go,256 Go,512 Gb : 8 Go LPPDR5 1 To,2 To : 16 Go LPPDR5 | 128 Go,256 Go,512 Gb : 8 Go LPPDR5 1 To,2 To : 16 Go LPPDR5 | | |
| Appareil photo numérique                    | App. photo 12 Mpx en avant 5Mpx en arrière | App. photo 12 Mpx en avant 5Mpx en arrière                                                                                                   | App. photo 12 Mpx                                                              | App. photo 12 Mpx                                                              | App. photo 12 Mpx | App. photo 12 Mpx | Grand-angle : 12 Mpx, ouverture ƒ/1,8, Ultra grand-angle : 10 Mpx, ouverture ƒ/2,4 et champ de vision de 125°, Zoom optique arrière 2x ; zoom numérique jusqu’à 5x, Objectif à cinq éléments (grand-angle et ultra grand-angle), Flash True Tone plus lumineux, Panoramique (jusqu’à 63 Mpx), Protection d’objectifs en cristal de saphir, Capteur arrière de luminosité, Filtre infrarouge hybride, Mise au point automatique avec Focus Pixels (grand-angle), Mise au point par toucher avec Focus Pixels (grand-angle), Photos et Live Photos à large gamme de couleurs, Réglage de l’exposition, Réduction du bruit, Smart HDR pour les photos, Stabilisation automatique de l’image, Mode Rafale, Mode Retardateur, Géoréférencement des photos, Formats d’image disponibles : HEIF et JPEG | Grand-angle : 12 Mpx, ouverture ƒ/1,8, Ultra grand-angle : 10 Mpx, ouverture ƒ/2,4 et champ de vision de 125°, Zoom optique arrière 2x ; zoom numérique jusqu’à 5x, Objectif à cinq éléments (grand-angle et ultra grand-angle), Flash True Tone plus lumineux, Panoramique (jusqu’à 63 Mpx), Protection d’objectifs en cristal de saphir, Capteur arrière de luminosité, Filtre infrarouge hybride, Mise au point automatique avec Focus Pixels (grand-angle), Mise au point par toucher avec Focus Pixels (grand-angle), Photos et Live Photos à large gamme de couleurs, Réglage de l’exposition, Réduction du bruit, Smart HDR pour les photos, Stabilisation automatique de l’image, Mode Rafale, Mode Retardateur, Géoréférencement des photos, Formats d’image disponibles : HEIF et JPEG | Système photo pro : grand-angle et ultra grand-angle Grand-angle : 12 Mpx, ouverture ƒ/1,8 Ultra grand-angle : 10 Mpx, ouverture ƒ/2,4 et champ de vision de 125° Zoom optique arrière 2x Zoom numérique jusqu’à 5x Objectif à cinq éléments (grand-angle et ultra grand-angle) Flash True Tone plus lumineux Panoramique (jusqu’à 63 Mpx) Protection d’objectifs en cristal de saphir Mise au point automatique avec Focus Pixels (grand-angle) Smart HDR 3 Photos et Live Photos à large gamme de couleurs Correction de l’objectif (ultra grand-angle) Correction des yeux rouges avancée Géoréférencement des photos Stabilisation automatique de l’image Mode Rafale Formats d’image disponibles : HEIF et JPEG | Système photo pro : grand-angle et ultra grand-angle Grand-angle : 12 Mpx, ouverture ƒ/1,8 Ultra grand-angle : 10 Mpx, ouverture ƒ/2,4 et champ de vision de 125° Zoom optique arrière 2x Zoom numérique jusqu’à 5x Objectif à cinq éléments (grand-angle et ultra grand-angle) Flash True Tone plus lumineux Panoramique (jusqu’à 63 Mpx) Protection d’objectifs en cristal de saphir Mise au point automatique avec Focus Pixels (grand-angle) Smart HDR 3 Photos et Live Photos à large gamme de couleurs Correction de l’objectif (ultra grand-angle) Correction des yeux rouges avancée Géoréférencement des photos Stabilisation automatique de l’image Mode Rafale Formats d’image disponibles : HEIF et JPEG | Système photo pro : grand-angle et ultra grand-angle, Grand-angle : 12 Mpx, ouverture ƒ/1,8, Ultra grand-angle : 10 Mpx, ouverture ƒ/2,4 et champ de vision de 125°, Zoom optique arrière 2x, Zoom numérique jusqu’à 5x, Objectif à cinq éléments (grand-angle et ultra grand-angle), Flash True Tone plus lumineux, Panoramique (jusqu’à 63 Mpx), Protection, d’objectifs en verre saphir, Mise au point automatique avec Focus Pixels (grand-angle), Smart HDR 4, Photos et Live, Photos à large gamme de couleurs, Correction de l’objectif (ultra grand‑angle), Correction des yeux rouges avancée, Géoréférencement des photos, Stabilisation automatique de l’image, Mode Rafale, Formats d’image disponibles : HEIF et JPEG | Système photo pro : grand-angle et ultra grand-angle, Grand-angle : 12 Mpx, ouverture ƒ/1,8, Ultra grand-angle : 10 Mpx, ouverture ƒ/2,4 et champ de vision de 125°, Zoom optique arrière 2x, Zoom numérique jusqu’à 5x, Objectif à cinq éléments (grand-angle et ultra grand-angle), Flash True Tone plus lumineux, Panoramique (jusqu’à 63 Mpx), Protection, d’objectifs en verre saphir, Mise au point automatique avec Focus Pixels (grand-angle), Smart HDR 4, Photos et Live, Photos à large gamme de couleurs, Correction de l’objectif (ultra grand‑angle), Correction des yeux rouges avancée, Géoréférencement des photos, Stabilisation automatique de l’image, Mode Rafale, Formats d’image disponibles : HEIF et JPEG | | |
| Capteurs environnementaux                   | Apple M9 | Apple M9 | Apple M10                                                                      | Apple M10                                                                      | Apple M12 | Apple M12 | Face ID, Scanner LiDAR, Gyroscope à trois axes, Accéléromètre, Baromètre, Capteur de luminosité ambiante | Face ID, Scanner LiDAR, Gyroscope à trois axes, Accéléromètre, Baromètre, Capteur de luminosité ambiante | Face ID, Scanner LiDAR, Gyroscope à trois axes, Accéléromètre, Baromètre, Capteur de luminosité ambiante | Face ID, Scanner LiDAR, Gyroscope à trois axes, Accéléromètre, Baromètre, Capteur de luminosité ambiante | | | | |
| Autonomie annoncée                          | Jusqu’à 10 heures, 9 heures pour la version cellulaire | Jusqu’à 10 heures, 9 heures pour la version cellulaire                                                                                       | Jusqu’à 10 heures, 9 heures pour la version cellulaire                         | Jusqu’à 10 heures, 9 heures pour la version cellulaire                         | Jusqu’à 10 heures, 9 heures pour la version cellulaire | Jusqu’à 10 heures, 9 heures pour la version cellulaire | Jusqu’à 10 heures, 9 heures pour la version cellulaire | Jusqu’à 10 heures, 9 heures pour la version cellulaire | Jusqu’à 10 heures, 9 heures pour la version cellulaire | Jusqu’à 10 heures, 9 heures pour la version cellulaire | Jusqu’à 10 heures, 9 heures pour la version cellulaire | Jusqu’à 10 heures, 9 heures pour la version cellulaire | | |
| Batterie                                    | Batterie lithium-polymère rechargeable intégrée de 27,5 Wh | Batterie lithium-polymère rechargeable intégrée de 38,5 Wh                                                                                   | Batterie lithium‑polymère rechargeable intégrée de 29,37 Wh                    | Batterie lithium-polymère rechargeable intégrée de 41 Wh                       | Batterie lithium‑polymère rechargeable intégrée de 29,37 Wh | Batterie lithium-polymère rechargeable intégrée de 36,71 Wh | Batterie lithium‑polymère rechargeable intégrée de 28,65 Wh | Batterie lithium‑polymère rechargeable intégrée de 36,71 Wh | Batterie lithium‑polymère rechargeable intégrée de 28,65 Wh | Batterie lithium‑polymère rechargeable intégrée de 40,88 Wh | Batterie lithium‑polymère rechargeable intégrée de 28,65 Wh | Batterie lithium‑polymère rechargeable intégrée de 40,88 Wh | | |
| Touches physiques                           | Bouton « Marche/Veille », Volume + / - | Bouton « Marche/Veille », Volume + / - | Bouton « Marche/Veille », Volume + / -                                         | Bouton « Marche/Veille », Volume + / -                                         | Bouton « Marche/Veille », Volume + / - | Bouton « Marche/Veille », Volume + / - | Bouton « Marche/Veille », Volume + / - | Bouton « Marche/Veille », Volume + / - | Bouton « Marche/Veille », Volume + / - | Bouton « Marche/Veille », Volume + / - | | | | |
| Wi-Fi                                       | Wi‑Fi (802.11a/b/g/n/ac) ; bi-bande (2,4 GHz et 5 GHz) ; HT80 avec MIMO Technologie Bluetooth 4.2 | À compléter | À compléter                                                                    | À compléter                                                                    | À compléter | À compléter | Wi‑Fi 6 802.11ax ; bi‑bande simultané (2,4 GHz et 5 GHz) ; HT80 avec MIMO, Technologie Bluetooth 5.0 | Wi‑Fi 6 802.11ax ; bi‑bande simultané (2,4 GHz et 5 GHz) ; HT80 avec MIMO, Technologie Bluetooth 5.0 | Wi‑Fi 6 802.11ax ; bi‑bande simultané (2,4 GHz et 5 GHz) ; HT80 avec MIMO, Technologie Bluetooth 5.0 | Wi‑Fi 6 802.11ax ; bi‑bande simultané (2,4 GHz et 5 GHz) ; HT80 avec MIMO, Technologie Bluetooth 5.0 | | | | |
| Réseaux                                     | UMTS/HSPA/HSPA+/DC-HSDPA (850, 900, 1 700/2 100, 1 900, 2 100 MHz) ; GSM/EDGE (850, 900, 1 800, 1 900 MHz) CDMA EV-DO Rev. A et Rev. B (800, 1 900 MHz) LTE (Bandes 1, 2, 3, 4, 5, 7, 8, 13, 17, 18, 19, 20, 25, 26, 28, 29, 38, 39, 40, 41)4 | À compléter | À compléter                                                                    | À compléter                                                                    | À compléter | À compléter | Réseaux cellulaires Modèles Wi‑Fi + Cellular : Nano‑SIM (compatible avec la carte Apple SIM), UMTS/HSPA/HSPA+/DC‑HSDPA (850, 900, 1 700/2 100, 1 900, 2 100 MHz) ; GSM/EDGE (850, 900, 1 800, 1 900 MHz), LTE classe Gigabit (modèles A2068 et A2069 : bandes 1, 2, 3, 4, 5, 7, 8, 12, 13, 14, 17, 18, 19, 20, 25, 26, 29, 30, 34, 38, 39, 40, 41, 42, 46, 48, 66, 71), Appels Wi‐Fi, eSIM | Réseaux cellulaires Modèles Wi‑Fi + Cellular : Nano‑SIM (compatible avec la carte Apple SIM), UMTS/HSPA/HSPA+/DC‑HSDPA (850, 900, 1 700/2 100, 1 900, 2 100 MHz) ; GSM/EDGE (850, 900, 1 800, 1 900 MHz), LTE classe Gigabit (modèles A2068 et A2069 : bandes 1, 2, 3, 4, 5, 7, 8, 12, 13, 14, 17, 18, 19, 20, 25, 26, 29, 30, 34, 38, 39, 40, 41, 42, 46, 48, 66, 71), Appels Wi‐Fi, eSIM | Modèles Wi‑Fi + Cellular Modèles A2459 et A2461 : 5G NR (bandes n1, n2, n3, n5, n7, n8, n12, n20, n25, n28, n38, n40, n41, n66, n71, n77, n78, n79)4 FDD-LTE (bandes 1, 2, 3, 4, 5, 7, 8, 12, 13, 14, 17, 18, 19, 20, 21, 25, 26, 28, 29, 30, 66, 71) TD-LTE (bandes 34, 38, 39, 40, 41, 42, 46, 48) UMTS/HSPA/HSPA+/DC‑HSDPA (850, 900, 1 700/2 100, 1 900, 2 100 MHz) GSM/EDGE (850, 900, 1 800, 1 900 MHz) Données uniquement5 Appels Wi‐Fi4 eSIM6 | Modèles Wi‑Fi + Cellular Modèles A2459 et A2461 : 5G NR (bandes n1, n2, n3, n5, n7, n8, n12, n20, n25, n28, n38, n40, n41, n66, n71, n77, n78, n79)4 FDD-LTE (bandes 1, 2, 3, 4, 5, 7, 8, 12, 13, 14, 17, 18, 19, 20, 21, 25, 26, 28, 29, 30, 66, 71) TD-LTE (bandes 34, 38, 39, 40, 41, 42, 46, 48) UMTS/HSPA/HSPA+/DC‑HSDPA (850, 900, 1 700/2 100, 1 900, 2 100 MHz) GSM/EDGE (850, 900, 1 800, 1 900 MHz) Données uniquement5 Appels Wi‐Fi4 eSIM6 | | | | |
| Modem                                       | À compléter | À compléter | À compléter                                                                    | À compléter                                                                    | À compléter | À compléter | | | | | | | | |
| DAS (W/kg)                                  | À compléter | À compléter | À compléter                                                                    | À compléter                                                                    | À compléter | À compléter | | | | | | | | |
| Géolocalisation                             | Tous les modèles Boussole numérique Wi‑Fi Microlocalisation iBeacon Modèles Wi‑Fi + Cellular GPS et GLONASS assistés Réseaux cellulaires | À compléter | À compléter                                                                    | À compléter                                                                    | À compléter | À compléter | Tous les modèles : Boussole numérique, Wi‑Fi, Microlocalisation iBeacon Modèles Wi‑Fi + Cellular : GPS/GNSS intégré, Réseaux cellulaires | Tous les modèles : Boussole numérique, Wi‑Fi, Microlocalisation iBeacon Modèles Wi‑Fi + Cellular : GPS/GNSS intégré, Réseaux cellulaires | Tous les modèles : Boussole numérique, Wi‑Fi, Microlocalisation iBeacon Modèles Wi‑Fi + Cellular : GPS/GNSS intégré, Réseaux cellulaires | Tous les modèles : Boussole numérique, Wi‑Fi, Microlocalisation iBeacon Modèles Wi‑Fi + Cellular : GPS/GNSS intégré, Réseaux cellulaires | Tous les modèles : Boussole numérique, Wi‑Fi, Microlocalisation iBeacon Modèles Wi‑Fi + Cellular : GPS/GNSS intégré, connectivité cellulaire | Tous les modèles : Boussole numérique, Wi‑Fi, Microlocalisation iBeacon Modèles Wi‑Fi + Cellular : GPS/GNSS intégré, connectivité cellulaire | Tous les modèles : Boussole numérique, Wi‑Fi, Microlocalisation iBeacon Modèles Wi‑Fi + Cellular : GPS/GNSS intégré, connectivité cellulaire | Tous les modèles : Boussole numérique, Wi‑Fi, Microlocalisation iBeacon Modèles Wi‑Fi + Cellular : GPS/GNSS intégré, connectivité cellulaire |
| Fonctionnalités ajoutées                    | À compléter | À compléter | À compléter                                                                    | À compléter                                                                    | À compléter | À compléter | À compléter | À compléter | | | Capture vidéo ProRes Survol de l'écran avec Apple Pencil | Capture vidéo ProRes Survol de l'écran avec Apple Pencil | | |
| Carte SIM                                   | En option | En option | En option                                                                      | En option                                                                      | En option | En option | En option : Nano‑SIM (compatible avec la carte Apple SIM) eSIM | En option : Nano‑SIM (compatible avec la carte Apple SIM) eSIM | En option : Nano‑SIM (compatible avec la carte Apple SIM) eSIM | En option : Nano‑SIM (compatible avec la carte Apple SIM) eSIM | En option : Nano‑SIM (compatible avec la carte Apple SIM) eSIM | En option : Nano‑SIM (compatible avec la carte Apple SIM) eSIM | | |
| Chargeur                                    | Lightning | Lightning | Lightning                                                                      | Lightning                                                                      | USB-C | USB-C | USB-C | USB-C | USB-C | USB-C | USB-C | USB-C | | |
| Apple Pay                                   | Oui | Oui | Oui                                                                            | Oui                                                                            | Oui | Oui | Oui | Oui | Oui | Oui | Oui | Oui | | |
| Technologie Lifi                            | | |                                                                                |                                                                                | | | | | | | | | | |
| Chargement sans fil (avec des chargeurs Qi) | Non | Non | Non                                                                            | Non                                                                            | Non | Non | Non | Non | Non | Non | Non | Non | | |
| Assistant vocal                             | Siri | Siri | Siri                                                                           | Siri                                                                           | Siri | Siri | Siri | Siri | Siri | Siri | Siri | Siri | | |

## Chronologie
| Frise des modèles d'iPad |
| ------------------------ |
|                          |

Source : Archives de la Newsroom Apple.